# ＃IMA
『#IMA』（いま）は、A.B.C-Zの13枚目のシングル。2022年10月26日にポニー・キャニオンから発売。

## 解説
表題曲の「#IMA」はA.B.C-Zのデビュー10周年を祝して大黒摩季が作詞作曲。同グループのCDシングルとしては初となる優雅なミドルバラードで、恋する気持ちが痛いほど伝わってくる珠玉のラブソング。今作発売から約1年後の2023年12月21日をもって河合郁人がグループから脱退したため、5人体制としては最後のシングルとなった。
制作
大黒がA.B.C-Z5人の魅力である「繊細さ」「粘り強さ」「包容力」「一途さ」をモチーフに制作した等身大の詞で、10周年の締めくくりになるような曲となっている。また、大黒の代表曲『ら・ら・ら』をもじった歌詞「lalala」も盛り込まれている。大黒本人の歌唱によるデモテープには「例えば今を変えられなくても、心が変われば目線が変わる。目線が変われば選ぶ未来も変わる。この作品と5人の声が、聴く方々にとって心のSwitchとなりますように」というメッセージが添えられていたという。後述のライブでの初披露の場に大黒も駆けつけ「楽曲提供から披露までのスピードが速くて、さすがジャニーズだね」や「感動した」という反応を示し、メンバーを感激させた。
もともと「#IMA」のメロディの音域は2オクターブの範囲で作られていたが、オクターブ下で歌ったメンバーはおらず、最終的には男声にしては高い中音域以上のメロディで仕上げられていた。大黒はそこに彼ら（A.B.C-Z）の気合いを感じた、と述べている。
歌詞の内容は、時間の経過とともに変わらざるを得ない“君”との関係を描き、自分の弱さに戸惑いつつも“今”を抱きしめていたい、といった主人公の複雑で奥深い感情を歌い上げている。
パフォーマンス
「#IMA」の振付はメンバーの五関晃一が担当した。ポニーキャニオンから「エモーショナルに」「ちょっと熱さを出してほしい」というリクエストがあり、この曲でこんな音とっちゃうの!?バラードだけどここまでやる？というところのギリギリを攻めた振付となっている。肩でゆっくりリズムを取ったり、腕で弧を描いたりとメロディの優雅さを際立たせつつ、サウンドの奥に潜む小さな音も身体で拾うような振付で、メンバーの成熟ぶりを感じさせるような繊細にしてシックな雰囲気のパフォーマンスとなっている。
不意に入る"ha…"の吐息のフレーズのうち、最後のサビ前にある2回連続のものは戸塚祥太が担当している。1回目は少し切ないマイナスな気持ち、2回目は"君"から教わった気づきの思いが込められている。五関はこの曲の振付は"ha…"から始めたと言い、その理由を最初に聞いたとき一番印象に残ったから、と語っている。
プロモーション
2022年9月25日にぴあアリーナMMで行われた「A.B.C-Z 10th Anniversary Tour 2022 ABCXYZ」横浜 昼公演のMC終盤にスクリーンで本作のリリースがサプライズ発表された。その後、ステージ上で「#IMA」が初披露された。同日にはアートワークも解禁されている。9月27日放送のラジオ『A.B.C-Z 今夜はJ's 倶楽部』にて「#IMA」が初OAされた。10月10日には『CDTVライブ！ライブ！』でフルサイズの披露がされ、その後23時にはYouTubeにMVが解禁された。
リリース
初回限定盤A（CD+DVD）（PCCA-06173）、初回限定盤B（CD+DVD）（PCCA-06174）、通常盤（CDのみ）（PCCA-06175）の3形態でリリース。初回限定盤AのDVDにはミュージックビデオとメイキング映像にダンスクリップ、初回限定盤BのDVDにはバラエティ企画映像が収められる。

## 収録曲

### 通常盤
CD
1. #IMA
作詞・作曲：大黒摩季、編曲：塚﨑陽平
岩手めんこいテレビ『サタデーファンキーズ』エンディングテーマ
2. Koigokoro
作詞・作曲・編曲：森大輔
YouTubeに公開されているリリックビデオのイラストは島田つか沙が手掛けた。
3. 虹になれるなら
作詞：作田雅弥・千早青、作曲：作田雅弥、編曲：石塚知生、コーラスアレンジ：岩田雅之
岩手めんこいテレビ『サタデーファンキーズ』2022年11月19日放送分エンディングテーマ
4. #IMA -Inst.-
5. Koigokoro -Inst.-
6. 虹になれるなら -Inst.-

### 初回限定盤A
CD
1. #IMA
2. Fly with you
作詞：Komei Kobayashi、作曲：José Manuel Moles・Andreas Ohrn、編曲：José Manuel Moles
3. Fly with you -Inst.-

DVD
1. 「#IMA」 Music Clip
2. Making of 「#IMA」
3. 「#IMA」 Dance Clip

### 初回限定盤B
CD
1. #IMA
2. Hopping Now !
作詞：タナカヒロキ(LEGO BIG MORL) 、作曲：YCM・Ryo Shiraki・Yusuke Koizumi、編曲：岩田雅之
3. Hopping Now ! -Inst.-

DVD
1. バラエティ企画映像「風船を止めるのは「#IMA」」(約39分)

## 特典
予約購入先着特典
- #IMAを納めたチェキ風クリアカード（初回限定盤A）
- #IMAを書き留める8cmシングル型メモ（初回限定盤B）
- #IMAをマスキングしてテープするやつ（通常盤）

コンサート千秋楽記念 #IMAがチャンスキャンペーン
- 初回限定盤Aジャケット絵柄クリアファイル（初回限定盤A）
- 初回限定盤Bジャケット絵柄クリアファイル（初回限定盤B）
- 通常盤ジャケット絵柄クリアファイル（通常盤）

仕様
- ピクチャーレーベル（通常盤）

## チャート成績
2022年11月2日付の週間シングル・セールス・チャート“Billboard JAPAN Top Singles Sales”では、前作『Graceful Runner』の初週記録を上回る37,331枚で2位を獲得した。2022年11月07日付（集計期間：2022年10月24日 - 30日）のオリコン週間シングルランキングでも2位に、2022年10月度のオリコン月間ランキングでは推定売上35,112枚で10位にランクインした。